# Jintotolo
Jintotolo, englisch Jintotolo Island, ist eine philippinische Insel im Norden des Jintotolo-Kanals, einer Meerenge zwischen der Sibuyan-See und der Visayas-See.

## Geographie
Die Insel liegt knapp 6 km vor der Südwestküste von Masbate. Im Westen von Jintotolo steht ein alter Leuchtturm (Jintotolo Island Lighthouse).

## Verwaltung
Jintotolo gehört zur Gemeinde Balud (Municipality of Balud) in der philippinischen Provinz Masbate.